# Comptella
Comptella is een geslacht van weekdieren uit de klasse van de Gastropoda (slakken).

## Soorten
- Comptella coronata Dell, 1956
- Comptella crassa Beu, 1967 †
- Comptella curta (Murdoch, 1905)
- Comptella devia (Suter, 1908)